# 아크 용접

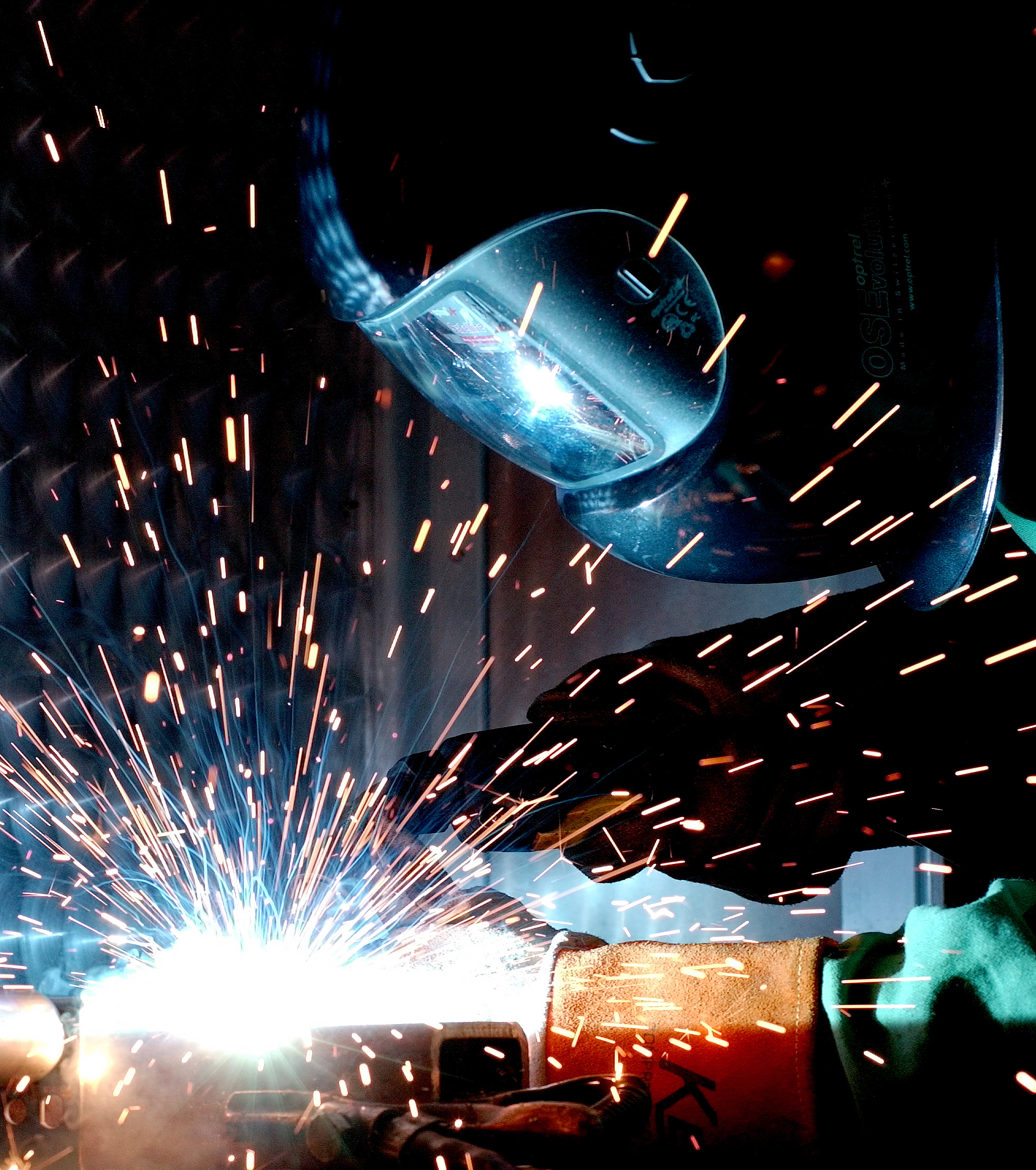

아크 용접은 용접 방법의 하나로, 공기 (기체)의 방전 현상 (아크 방전)를 이용하여 동일한 금속끼리 합치하는 용접 방법이다. 그들은 직류(DC) 또는 교류(AC)전류, 소모품 또는 비소모성 전극을 사용할 수 있다. 아크 용접 공정은 수동, 반자동, 또는 완전 자동으로 될 수 있다.

## 전원 공급

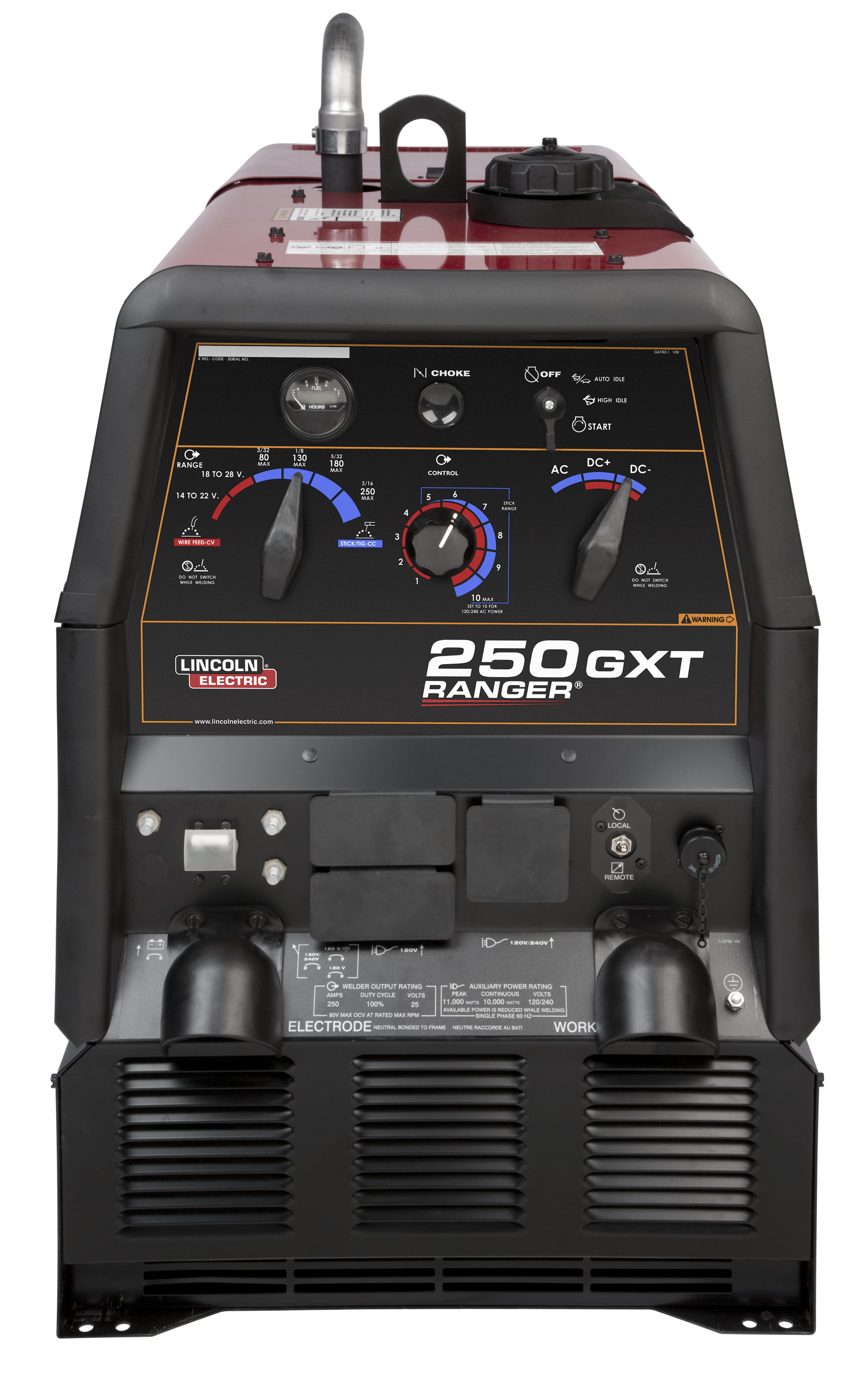

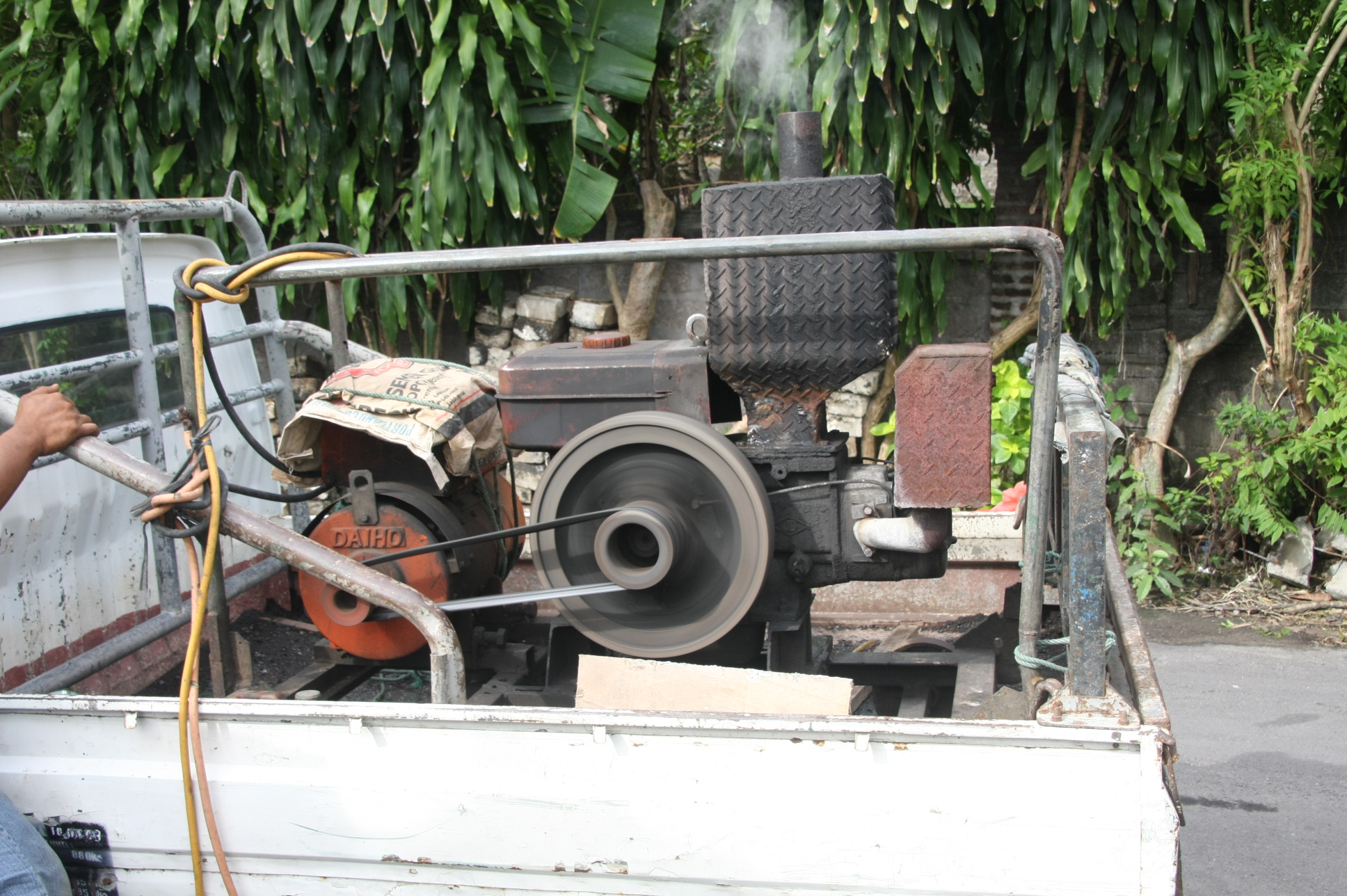

아크 용접 과정에 필요한 전기 에너지를 공급하기 위해, 수많은 다른 전원 공급 장치가 사용될 수 있다. 가장 일반적인 분류는 정전류 전원 공급 장치 및 정전압 전원 공급 장치이다. 아크 용접에서, 전압은 직접 아크의 길이와 관련되며, 전류는 입력 열량에 관한 것이다. 그들 사이 전압이 변화하는 것 조차도 상대적으로 일정하게 유지하기 때문에 현재의 정전류 공급 장치는 주로, 이러한 가스 텅스텐 아크 용접과 금속 차폐 아크 용접 등의 수동 용접 공정에 사용된다. 수동 용접에서, 전극이 정확하게 고정하기 어려울 수 있기 때문에 중요하고 그 결과, 아크 길이 때문에 전압이 변동하는 경향이 있다.

## 같이 보기
- 가스 금속 아크 용접
- 산소 연료 용접 및 절단
- 가스 텅스텐 아크 용접